# Palazzo del Vescovo (Galveston)
Il Palazzo del Vescovo (in inglese Bishop's Palace), anche noto come la Casa Gresham (in inglese Gresham House) o il Castello Gresham (in inglese Gresham Castle) è una storica residenza di epoca vittoriana a Galveston in Texas.

## Storia

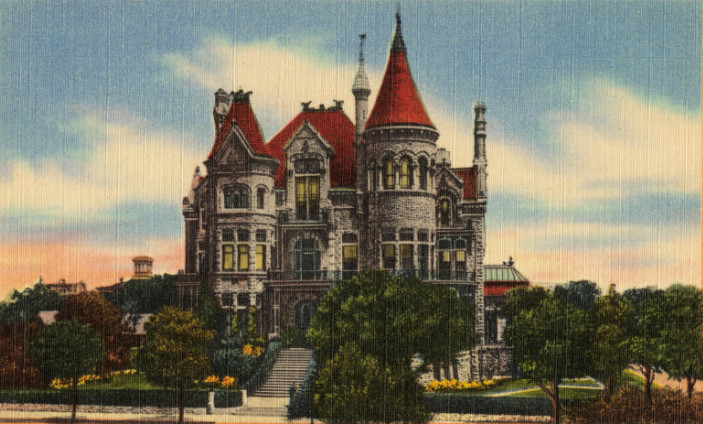
Cartolina del 1900 circa

L'edificio venne costruito tra il 1887 e il 1893 su progetto dell'architetto Nicholas J. Clayton di Galveston per volere dell'avvocato e politico Walter Gresham e della sua famiglia. La villa, realizzata in pietra, si dimostrò abbastanza solida da resistere al terribile uragano che colpì Galveston nel 1900; in quella occasione i Gresham ospitarono centinaia di sopravvissuti nella loro abitazione.
Nel 1923 la diocesi cattolica di Galveston acquistò la proprietà che divenne la residenza del vescovo Christopher E. Byrne. In seguito allo spostamento degli uffici della diocesi a Houston, la proprietà venne aperta al pubblico a partire dal 1963.
L'edificio divenne poi di proprietà della Galveston Historical Foundation.

## Galleria d'immagini

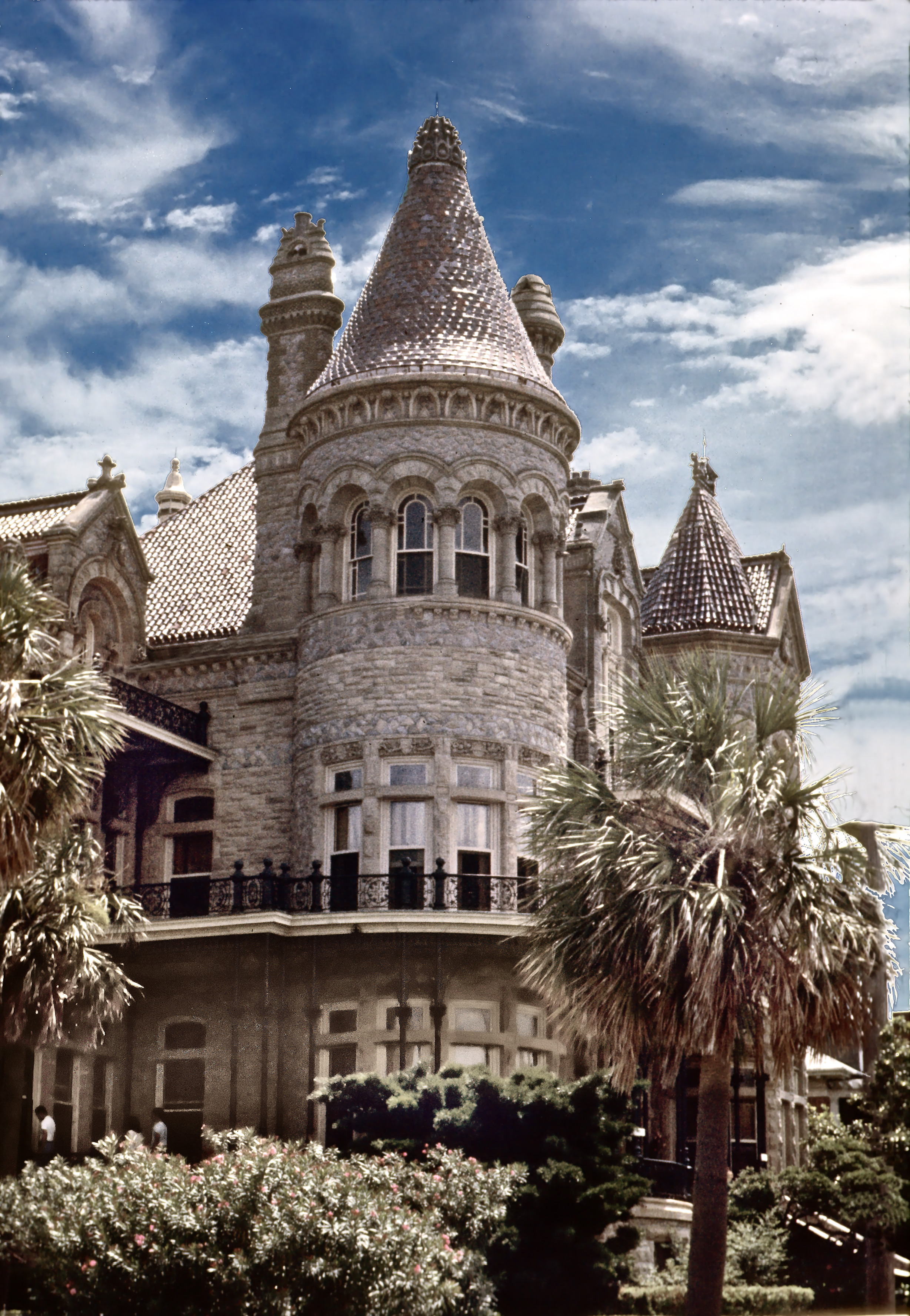
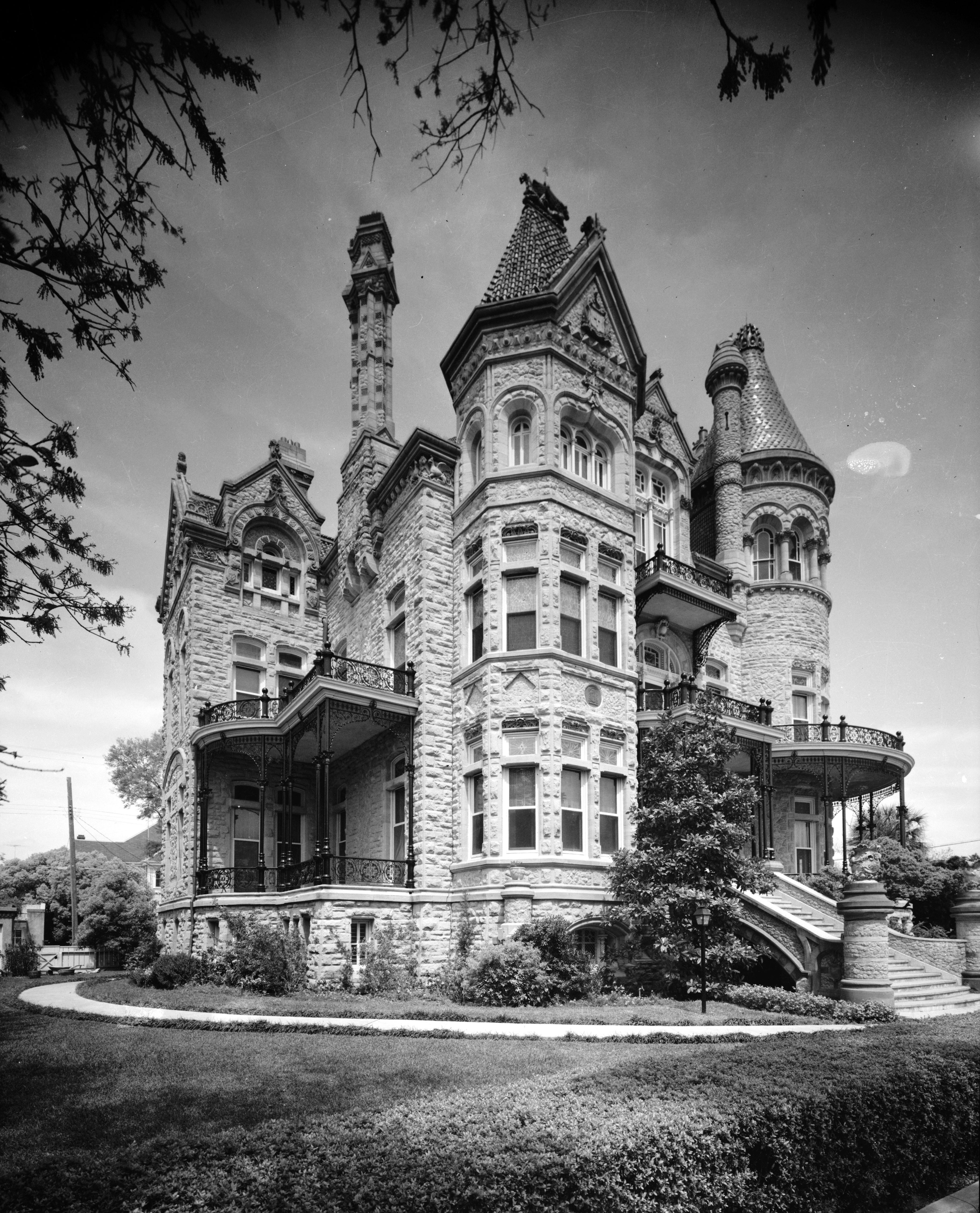